# Eisenbahnunfall von Lac-Mégantic

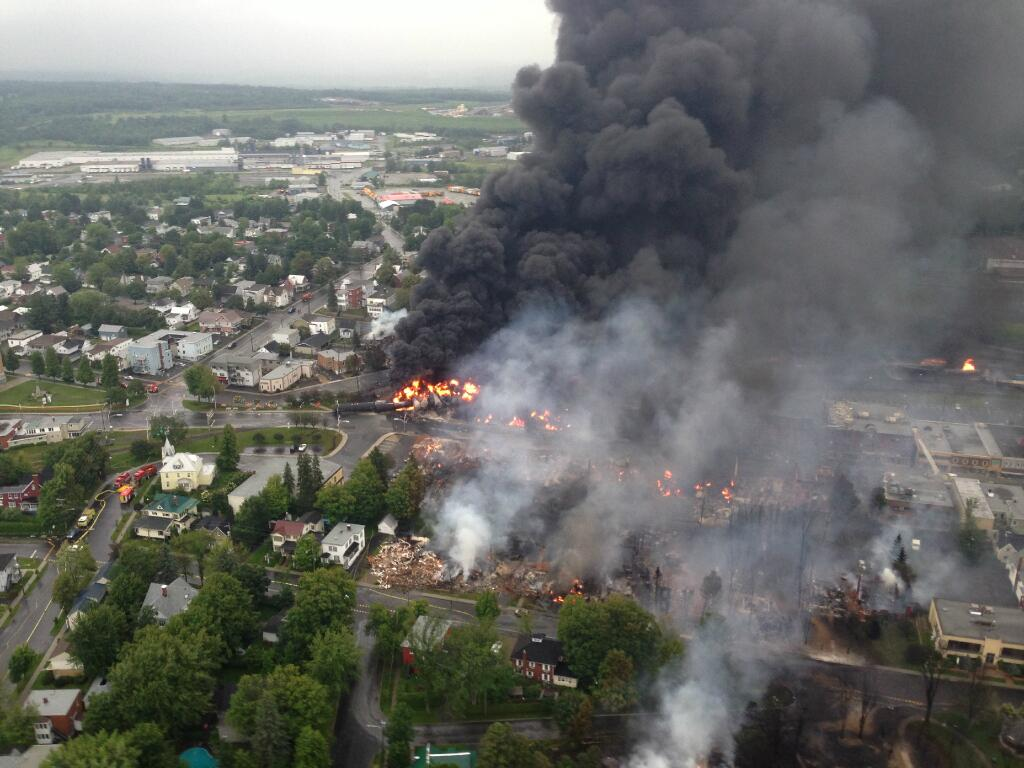
Brennende Innenstadt von Lac-Mégantic

Der Eisenbahnunfall von Lac-Mégantic ereignete sich in der Kleinstadt Lac-Mégantic in der kanadischen Provinz Québec, als am 6. Juli 2013 gegen 01:15 Uhr ein führerloser Güterzug der Montreal, Maine and Atlantic Railway (MMA) auf der Bahnstrecke Brookport–Mattawamkeag entgleiste. Der Zug transportierte Rohöl aus Nord-Dakota zu einer Raffinerie der Irving Oil in New Brunswick. Das aus den zerstörten Kesselwagen auslaufende Rohöl geriet teilweise explosionsartig in Brand, wobei mindestens 47 Menschen starben und 40 Gebäude zerstört wurden.

## Ausgangslage

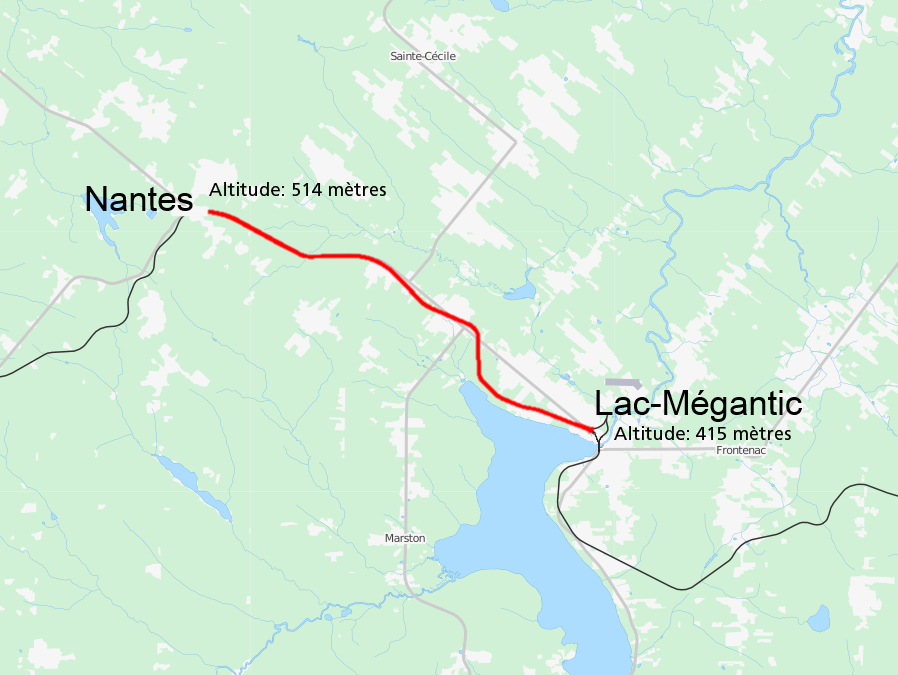
Der Zug fuhr elf Kilometer führerlos von Nantes nach Lac-Mégantic

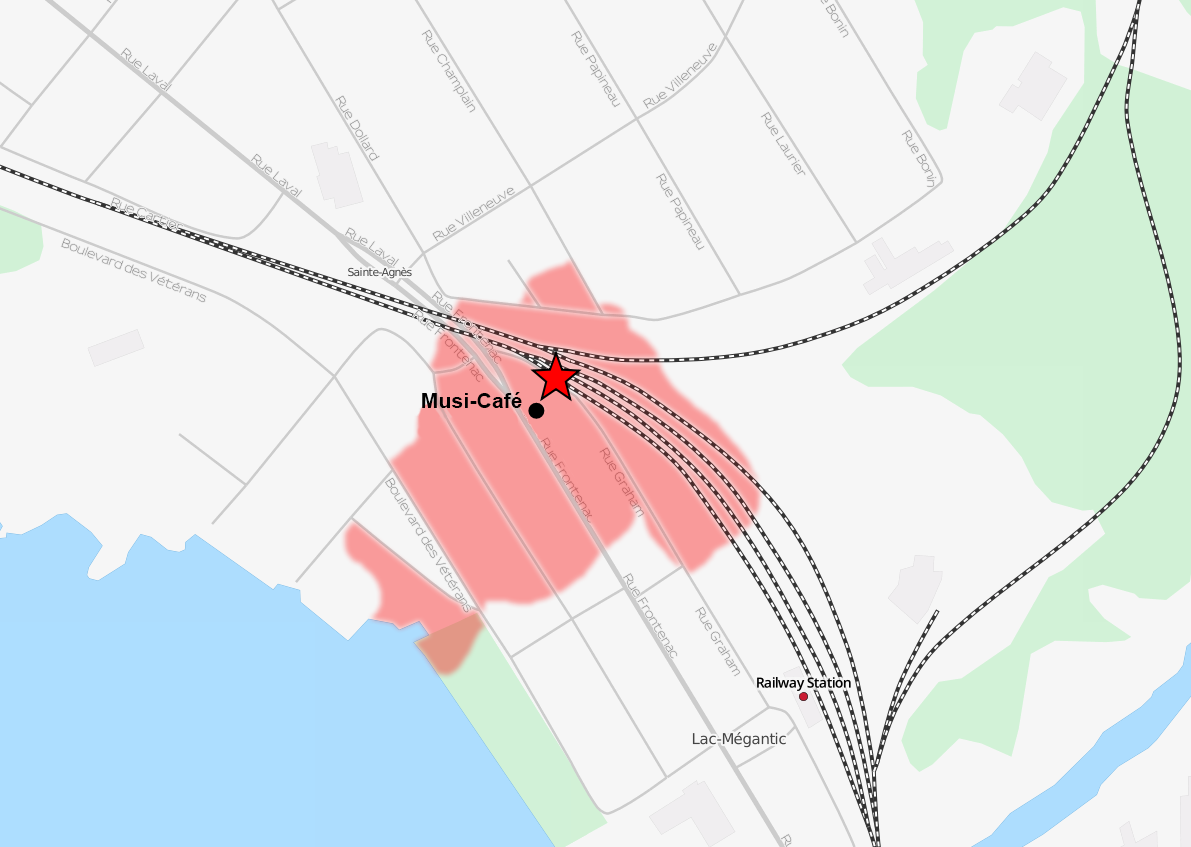
Unfallort und betroffenes Gebiet

Der mit Rohöl beladene Güterzug MMA 2 war von Montreal in Richtung Osten nach Saint John (New Brunswick) unterwegs. Fünf Diesellokomotiven zogen den 1433 Meter langen und 9330 Tonnen schweren Zug. Zwischen der ersten und zweiten Lokomotive war ein Güterzugbegleitwagen mit Funkfernsteuerungs-Empfänger eingereiht. Hinter den Lokomotiven folgten ein gedeckter Güterwagen als Schutzwagen und die 72 Kesselwagen. Die Kesselwagen waren eine ältere Variante der sogenannten Baureihe 111, einer nordamerikanischen Standard-Kesselwagen-Baureihe für den Transport von nicht unter Druck stehenden Flüssigkeiten. Sie waren mit jeweils 113.000 Litern (ca. 25.000 Imp.gal.) Rohöl gefüllt. Die Kesselwagen sind wegen ihrer geringeren Wandstärke bei Unfällen empfindlicher als modernere Fahrzeuge mit dickeren Wandungen, standen aber 2013 immer noch in Betrieb und bildeten über 70 % der nordamerikanischen Tankwagen-Flotte.
Am 5. Juli 2013 gegen 23 Uhr EST hielt der Zug in Nantes, wo der Lokführer zur Übernachtung den Zug verließ. Da das Überholungsgleis, das durch eine Schutzweiche gesichert war, planmäßig von einem anderen Zug belegt war, stellte er seinen Zug auf dem durchgehenden Hauptgleis ab, das ein Gefälle von 12 Promille aufwies. Er schaltete vier der fünf Lokomotiven ab, die führende Lokomotive blieb zur Versorgung der Druckluftbremsen des Zuges in Betrieb. Weiter zog er nach Angaben von MMA die Handbremsen an den fünf Lokomotiven und weiteren zehn Wagen an, führte aber den Handbremsen-Wirksamkeitstest nicht richtig durch. Entgegen den Vorschriften löste er nur die automatische Bremse des Zuges, nicht aber die direkte Bremse der Lokomotiven, um festzustellen, ob der Zug von den angelegten Handbremsen auf dem Gefälle gehalten werden könnte. Der Zug blieb unbewacht und die Lokomotiven waren unverschlossen, während der Lokführer sich im Hotel aufhielt.
Um 23:50 Uhr wurde von einem Bewohner von Nantes ein Feuer gemeldet, das an der in Betrieb befindlichen Lok ausgebrochen sei. Die eintreffende lokale Feuerwehr betätigte die Notabschaltung der Treibstoffzufuhr (engl. Emergency fuel cut-off) und schaltete, um Zündquellen zu vermeiden, alle Leitungsschutzschalter in der Führerstandrückwand aus. Der Fahrdienstleiter konnte zuerst keinen Lokführer oder Mechaniker erreichen, weshalb er einen Gleisbaumeister zum Zug schickte. Nachdem der Lokführer des Zuges doch noch über den Brand informiert wurde, fragte er den Fahrdienstleiter, ob er nach Nantes fahren solle, um eine andere Lokomotive zu starten. Dieser verneinte und meinte, dass bereits der Gleisbaumeister zum Zug unterwegs wäre und die Loks erst am nächsten Morgen gestartet werden sollten.
Nachdem die Feuerwehr und der Gleisbaumeister festgestellt hatten, dass der Brand gelöscht war und alle Lokomotiven ausgeschaltet waren, verließen alle Beteiligten den Ort und ließen den Zug wieder unbewacht. Keiner der Beteiligten dachte daran, eine Lokomotive wieder in Gang zu setzen, um die Druckluftbremsen betriebsbereit zu halten.
Brandursache Diesellokomotive

Der Brand in der führenden Diesellokomotive wurde durch die mangelhafte Reparatur eines Nockenwellenlagers im Motor verursacht. Nachdem der Außenring des Lagers gebrochen war, weil die Schrauben zu stark angezogen waren, wurde dieser behelfsmäßig mithilfe eines Polymer-Klebstoffs abgedichtet. Das Lager konnte den mechanischen Beanspruchungen nicht standhalten, so dass es ausfiel. Dies bewirkte eine mangelhafte Schmierstoffzufuhr zu den Ventilen des entsprechenden Zylinders, was wiederum zu einer Überhitzung der Ventile und wahrscheinlich zu Löchern im Kolbenboden führte. Dadurch konnte Schmierstoff aus dem Ölsumpf in die Ansaug- und Abgaskanäle gelangen. Ein Teil davon sammelte sich im Gehäuse des Turboladers und entzündete sich.

## Unfallhergang
Die Handbremsen reichten nicht aus, um das Gewicht des Zuges gegen das Gefälle zu halten. Der führerlose Zug setzte sich auf der geneigten Strecke gegen 00:56 Uhr in Bewegung und entgleiste nach 11 Kilometern in der 100 Meter tiefer gelegenen Kleinstadt Lac-Mégantic, als er dort eine scharfe Kurve, die für eine Höchstgeschwindigkeit von nur 16 km/h (10 mph) zugelassen war, mit etwa 100 km/h durchfuhr, nach einem Bahnübergang an der nördlichen Bahnhofseinfahrt. Dabei wurden die fünf Lokomotiven vom Zug getrennt und kamen erst 800 Meter weiter östlich zum Stehen. 63 Kesselwagen und der Schutzwagen entgleisten, wobei sie teilweise umkippten und ineinander geschoben wurden. Lediglich die neun letzten Wagen blieben im Gleis.
Auslaufendes Öl fing Feuer und floss zunächst mit der Fahrgeschwindigkeit des Zuges in die Ortschaft, auch brennend in die Kanalisation, wo es sich ausbreitete und an anderen Stellen der Stadt als Stichflamme aus Kanalöffnungen hervortrat. Es setzte zahlreiche Gebäude in Brand, in denen die Bewohner schliefen. Einige der Kesselwagen explodierten. Die neun am Zugende nicht entgleisten Kesselwagen wurden, bevor sie Feuer fangen konnten, von Eisenbahnmitarbeitern abgezogen. Etwa 120 Feuerwehrleute aus Lac-Mégantic, benachbarten Orten, auch aus den Vereinigten Staaten, bekämpften den Brand, der erst nach mehr als 48 Stunden gelöscht werden konnte.

## Folgen
42 Leichen wurden geborgen, von denen 34 unmittelbar identifiziert werden konnten. Weitere fünf Menschen blieben vermisst. Es wird davon ausgegangen, dass sie so weit verbrannten, dass es keine identifizierbaren Reste mehr von ihnen gibt. Die bestätigte Anzahl der Toten wurde so am 26. Juli 2013 mit 47 beziffert.
Etwa 30 Gebäude im Stadtkern wurden zerstört und 2000 Bewohner vorübergehend evakuiert. Nachdem etwa 100.000 Liter Rohöl in den Rivière Chaudière geflossen sind, drohte eine Ölpest.
Die Premierministerin von Québec, Pauline Marois, besuchte den Ort noch am Tag des Unglücks. Am folgenden Tag besuchte auch der kanadische Premierminister Stephen Harper Lac-Mégantic.
Die kanadische Transportsicherheitsbehörde (Transportation Safety Board of Canada) hat am 19. Juli 2013 zwei Sicherheitshinweise für die Eisenbahngesellschaften herausgegeben:
- Zum einen empfiehlt sie, dass Züge mit Gefahrgut nicht unbewacht auf dem Hauptgleis abgestellt werden sollen.[15]
- Zum anderen soll eine Sicherheitsrichtlinie überarbeitet werden, die sich mit dem Anlegen von Handbremsen an unbewachten Zügen beschäftigt, nachdem festgestellt wurde, dass die am verunfallten Güterzug angelegte Bremskraft zu gering war, um ihn am Wegrollen zu hindern. Bisher liegt es im Ermessen des Lokpersonals, die notwendige Bremskraft und die sich daraus ergebende Zahl anzulegender Handbremsen festzulegen.[7]

Die Kosten für die Beseitigung der Schäden auf der zwei Quadratkilometer großen betroffenen Fläche durch die Stadt Lac-Mégantic beliefen sich auf 8 Millionen CAD. Montreal, Maine and Atlantic Railway (MMA) schätzte die gesamte Schadenshöhe auf 200 Millionen CAD (144 Mio. EUR). Infolgedessen überstiegen die Verbindlichkeiten von MMA das Anlagevermögen, so dass sowohl die in Kanada (Montreal, Maine & Atlantic Canada Co. - MMA Canada) als auch die in den USA (Montreal, Maine & Atlantic Railway, Ltd. - MMAR) registrierten Eisenbahngesellschaften am 7. August 2013 Insolvenz anmelden mussten. Da die Haftpflichtversicherung von MMA nur Schäden bis zu 25 Millionen CAD abdeckt, entzog die kanadische Transportbehörde (Canadian Transportation Agency, CTA) mit Wirkung zum 20. August 2013 den beiden MMA-Gesellschaften die Lizenz in Kanada.

## Unfallaufarbeitung
Durch die Auswertung des Fahrtenschreibers erhoffte sich die TSB weitere Erkenntnisse darüber, wie es zu diesem Unfall kommen konnte.
Im Zeitraum zwischen November 2012 und Juli 2013 konnten der kanadischen Erdölfirma Irving Oil 34 Verstöße gegen das Gefahrguttransportgesetz beim Rohöltransport nachgewiesen werden, die als Straftaten geahndet werden. Im vorliegenden Fall war das transportierte Rohöl nicht als Gefahrgut gekennzeichnet, was gegen die geltenden Sicherheitsbestimmungen verstieß. Ende Oktober 2017 wurde Irving Oil deshalb zu einer Strafzahlung von vier Millionen Kanadischen Dollar verurteilt. Der größte Teil des Geldes soll in Forschungsprogramme zur Transportsicherung fließen. Das Unternehmen will seine Mitarbeiter im Umgang mit dem Transport von gefährlichen Gütern besser schulen.
Am 2. Oktober 2017 wurde der Prozess gegen den Lokführer, den Fahrdienstleiter und den vorgesetzten Betriebsdirektor der ehemaligen MMA wegen krimineller Fahrlässigkeit in 47 Fällen vor einem 12-köpfigen Geschworenengericht (Jury) in Sherbrooke eröffnet. Nach der Anklagebegründung durch die Staatsanwaltschaft, wobei 31 Zeugen zu Wort kamen, machte die Verteidigung am 12. Dezember 2017 geltend, dass die Anklage die Schuld der Angeklagten nicht in ausreichendem Maß dargelegt habe und verzichtete auf den Aufruf der Zeugen der Verteidigung. Daraufhin wurde das Verfahren bis zum 3. Januar 2018 vertagt. Am 19. Januar 2018 sprach die Jury die Angeklagten nach neuntägiger Beratung frei.
Im Oktober 2019 wurde ein Projekt zur Umfahrung von Lac-Mégantic auf einer 12,8 Kilometer langen Neubaustrecke vorgestellt, der Baubeginn war für 2020 vorgesehen, 2022 waren jedoch noch öffentliche Anhörungen notwendig.